# Bärenbrunnerhof
Der Bärenbrunnerhof ist ein großer Vierseithof aus dem 18. und 19. Jahrhundert, der auf der Gemarkung der rheinland-pfälzischen Gemeinde Busenberg (Landkreis Südwestpfalz) liegt. Er steht unter Denkmalschutz.

## Geographie
Der Hof liegt im deutschen Teil des Wasgaus, der vom Südteil des Pfälzerwalds gebildet wird, etwa 4 km nordöstlich der Kerngemeinde in einem Kessel am Ende des Bärenbrunner Tals. Dieses verläuft zwischen dem Winterberg (463 m) im Norden und dem Löffelsberg (445 m) im Süden. Der Hof ist von Busenberg aus nur über die nahe dem Taleingang gelegene Nachbargemeinde Schindhard erreichbar; als Verbindung dient die Kreisstraße 41.

## Geschichte
Keimzelle des Hofs war das im 14. Jahrhundert entstandene Dorf Bärenbrunn, das im Dreißigjährigen Krieg vollständig zerstört und nicht wieder besiedelt wurde.
1712 überließ der Adlige Philipp Heinrich Eckebrecht von Dürckheim durch Erbbestandsbrief dem Landwirt Nikolaus Lorch aus Bergzabern die Äcker, Wiesen und Wälder von Bärenbrunn gegen eine jährliche Erbpacht von 50 Gulden. Lorch legte den heutigen Hof und eine Mühle an.
Nachdem die Französische Revolution von 1789 auch auf die Kurpfalz übergegriffen hatte, wurden die Güter des Adels Anfang des 19. Jahrhunderts enteignet und versteigert. Die Mühle kaufte der Müller Jean Ganter für 800 Gulden, den Hof und die zugehörigen Ländereien ersteigerte für 4000 Gulden der bisherige Pächter Friedrich Haage. Bald danach gingen Hof und Mühle auf Jakob Rebholz aus Merzalben über. 1830 pachtete Johannes Guth den Bärenbrunnerhof. Dessen Nachfahren, die später das Eigentum erwarben, sind heute noch Inhaber des Hofs. Dieser erfuhr im 19. Jahrhundert bauliche Veränderungen, die ebenfalls als denkmalwürdig eingestuft werden.

## Heutige Nutzung
Der Bärenbrunnerhof wird als Biobauernhof mit Gaststätte betrieben und verfügt auch über Ferienwohnungen, einen Zeltplatz sowie einen Outdoorladen für Sportkletterer. Diese nutzen im Klettergebiet Pfälzer Wald bevorzugt das Dahner Felsenland, zu dem auch die Felsformationen am Rande des Bärenbrunner Tals gehören.

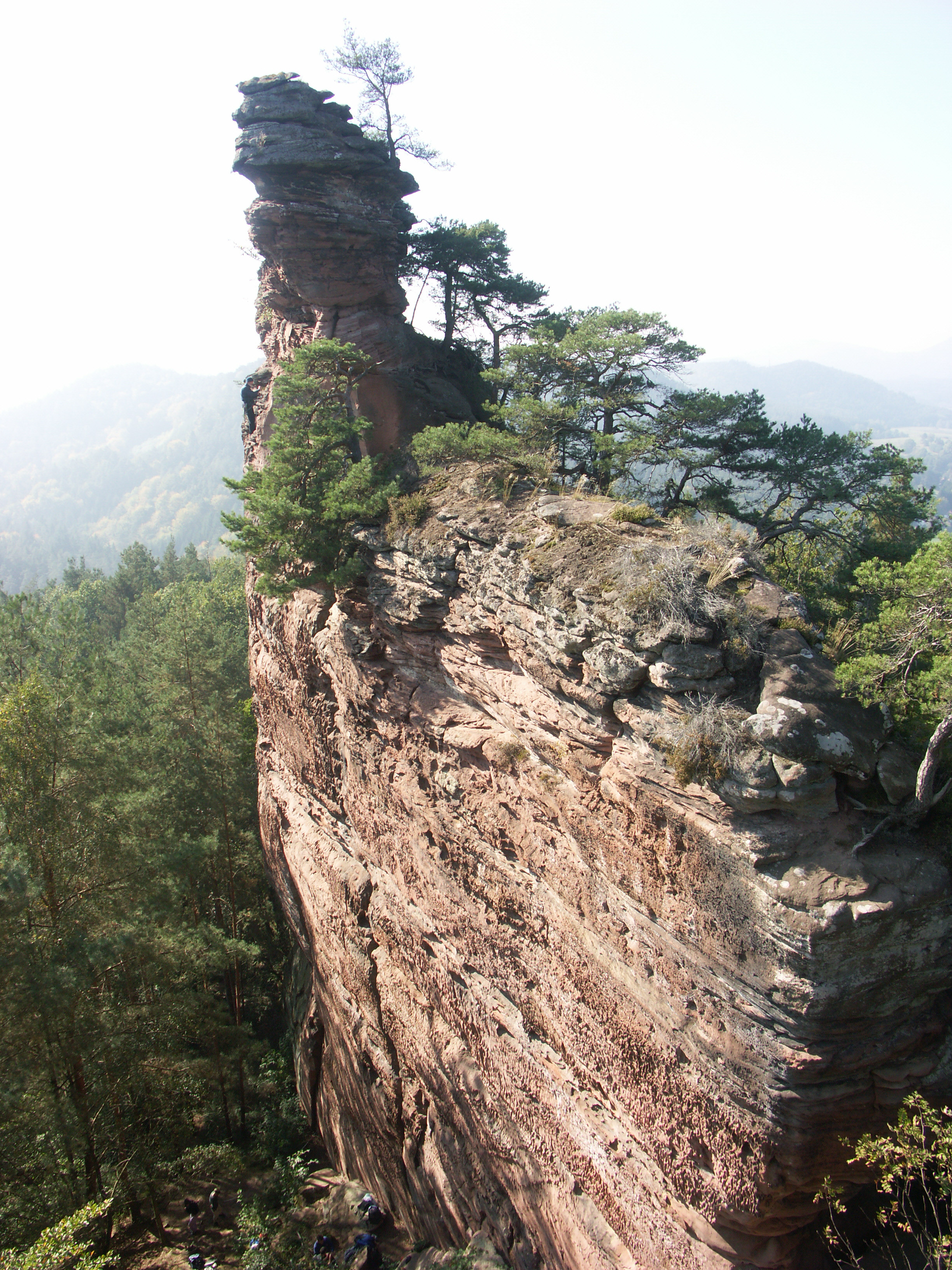
Kletterfelsen Pferchfeldturm
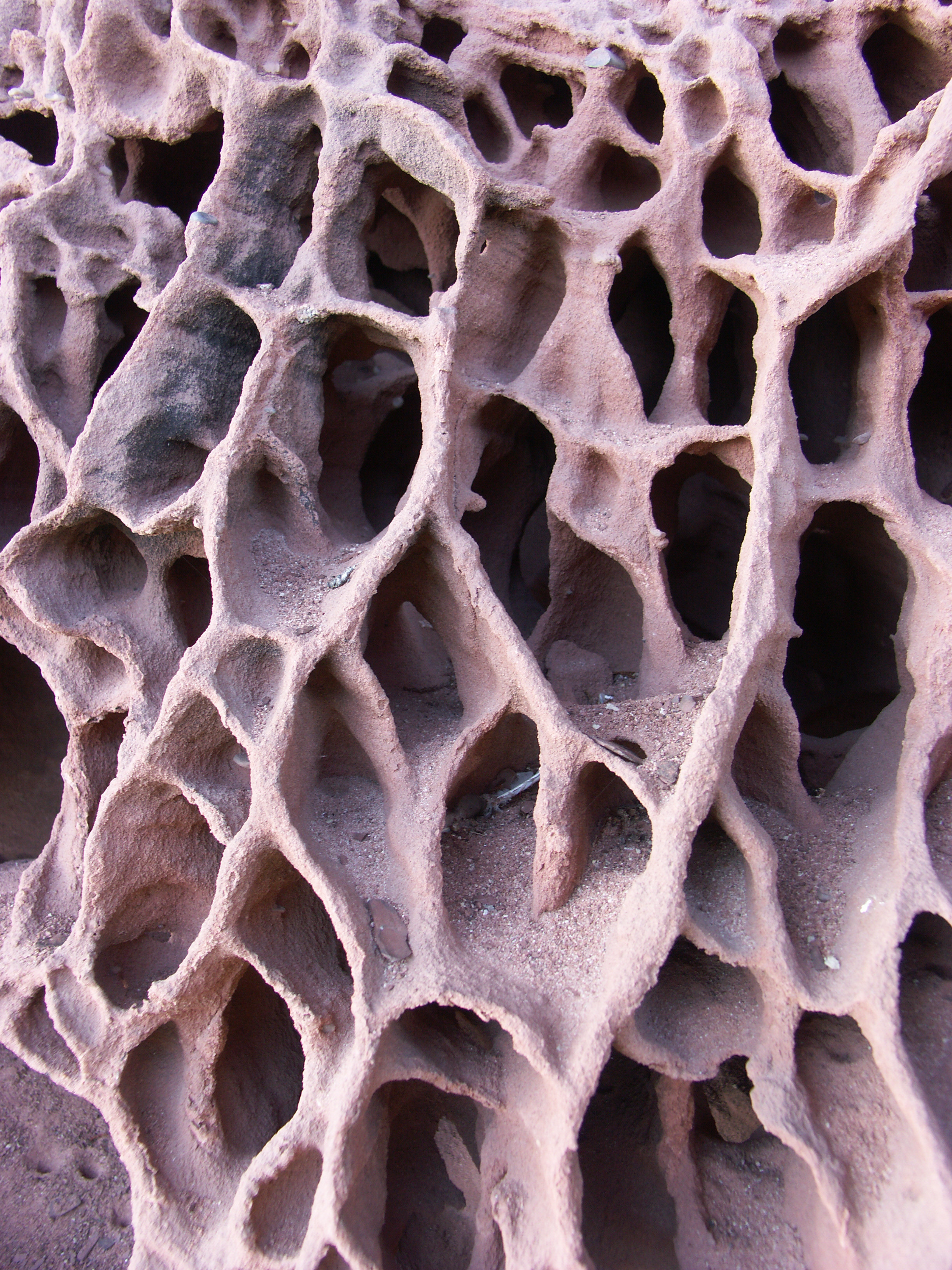
Buntsandsteinwaben am Pferchfeldturm